# 甲八站
甲八站（越南语：／*/?）是越南河內市黃梅郡的一个铁路车站，有南北鐵路經過，距離河內站5公里、西貢站1,721公里。甲八站始建於法屬印度支那時期，於1902年隨南北鐵路建成通車而落成啟用。
甲八站現由越南鐵路總公司直屬之河內鐵路開發分公司管理，為服務於越南首都河內的貨運中心車站。其主要功能是貨物解體、編組作業，每週進行超過25對貨物列車作業，其中18對南北鐵路貨物列車、3-8對河內西環線列車。

## 事故
2009年5月6日17時，甲八站貨場位於E4-E5-E6貨倉前2米軌道所停靠的232081號貨物車廂發生劇烈爆炸並引發大火，造成5人死亡、5人受傷。事故調查顯示，甲八站在運輸易燃易爆貨物時存在違反消防安全法規之行為。

## 爭議
2015年4月15日越南交通運輸部和河內市工作會議中，河內市公安局局長陶清海大校曾提出，應對南北鐵路客貨列車與河內市區城市道路交叉所帶來的交通擁堵，建議將甲八站從河內市區移至郊區，但遭到越南鐵路總公司董事長陳玉清強烈反對，後者認為將車站遷出城市為城市發展佈局之大忌，更重要的問題為與政府密切合作，組織車站運營以確保交通安全、防止交通擁堵。

## 案件
甲八站作為河內市鐵路貨物中心，走私現象亦時有發生。2011年12月14日，越南公安部第二國內安全總局林業安全辦公室在慈山站和嘉林站發現1306次貨物列車中15輛運輸木材車廂涉嫌走私，並將車廂扣留在甲八站進行調查。2019年11月29日，經河內市市場管理局第一市場管理隊檢查，甲八站貨場所停靠232058號貨物車廂中有189台外國製造的空調和20台各種類型的冰箱發票和單據不符。